# Rei dels Romans
Rei dels Romans (llatí: Rex Romanorum) era el títol usat al Sacre Imperi Romanogermànic pels reis que encara no havien estat coronats emperadors pel papa, i que per tant encara no podien utilitzar el títol imperial, i també pels hereus designats de l'emperador en vida d'aquest.
En uns inicis els reis es van fer anomenar Rex Francorum (Rei dels Francs), Rex Teutonicorum (Rei dels Alemanys) o simplement Rex (Rei). El títol de Rex Romanorum s'havia utilitzat ocasionalment, especialment pels otonians, per remarcar el caràcter romà de l'imperi, que era disputat pels emperadors de l'Imperi Romà d'Orient.

## Origen
El Sacre Imperi Romanogermànic tenia la seva base al Regne d'Alemanya, el rei del qual era elegit pels electors palatins. Un cop el nou rei era escollit, havia d'anara a Roma on el Papa el coronaria emperador. Abans de ser coronat pel papa no podia utilitzar el títol imperial, i només podia fer-ne servir un de reial.
La unció i coronació imperial de Lluís II a l'abril de 850, va definir una constant al llarg de l'edat mitjana, que aquests ritus només podia fer-los el papa, fins i tot si havia estat ungit rei prèviament. El 855, amb l'abdicació i mort de l'emperador Lotari I, Lluís II, que aleshores ja era rei d'Itàlia, no va obtenir territoris al nord dels Alps en el repartiment efectuat per Lotari. En quedar com a sobirà italià, el títol imperial va quedar reduït a Itàlia i a la defensa del papat, resultant així que el mateix papat es va arrogar la iniciativa de designar l'emperador.
Aquest principi, que només el papa podia coronar l'emperador i que l'emperador era el protector de l'Església romana, que es va establir al període carolingi va continuar a partir del segle x quan Otó I va reclamar al papa el reconeixement del seu estatus polític. Otó I va emprar el títol d'Imperator augustus, i van ser el seu fill Otó II i el seu net Otó III els que van decantar l'afirmació de l'Imperi centrada a Roma, i manifestada definitiva a través de la seva intitulació com a Romanorum imperator augustus el 982.
El papa era el qui, en darrer lloc, podia coronar el sobirà alemany com a emperador. El sobirà alemany era potencialment un emperador i podien passar anys abans de dur-se a terme la coronació imperial, de manera que els sobirans alemanys havien de conformar-se amb el títol de rex. L'enllaç entre els reis alemanys amb la corona imperial es va anar reforçant amb Conrat II en intitular-se com a designat per a la corona imperial dels romans, Imperium designatus romanorum, sent ja rei d'Alemanya i d'Itàlia. Finalment va ser Enric III quan va establir la connexió entre el seu títol reial i la corona imperial, quan va emetre un diploma el 14 de gener del 1040 on per primera vegada va aparèixer l'expressió Romanorum rex (rei de romans).
Rex Romanorum va esdevenir el títol habitual quan el rei sàlic Enric IV durant el Conflicte de les Investidures. El Papa Gregori VII persistia en fer servir per ell el títol de Rex Teutonicorum per contrarestar les pretensions imperials d'Enric, que encara no havia estat nomenat emperador. Com a represàlia, Enric va utilitzar el títol Rei dels Romans fins que va ser coronat el 1084.
Els successors d'Enric van continuar amb aquesta pràctica, fent-se anomenar Rex Romanorum abans de la coronació i Imperator Romanorum després.

## Títol de l'hereu aparent
La successió al Sacre Imperi era un assumpte complex, al tractar-se d'una monarquia electiva. Per assegurar que el títol continuaria a la seva pròpia nissaga, els emperadors solien procurar que els seus hereus fossin elegits reis en vida seva, per garantir que el succeïssin al títol imperial a la seva mort. Aquests reis electes, que habitualment no participaven en el govern, ostentaven el títol de Rei dels Romans.
Aquesta pràctica va continuar fins i tot després 1556, quan al Sacre Imperi els emperadors prescindien de la coronació papal i s'anomenaven emperadors-electes.
Després de l'ascensió de l'emperador Carles V, el títol imperial i l'Imperi van esdevenir a la pràctica possessions exclusives dels Habsburg. Des d'aleshores, automàticament el títol de Reis dels Romans s'aplicava a l'hereu aparent. Però com que els emperadors ja no buscaven la coronació papal quan ascendien al tron, el títol de "Rei dels Romans" ja no s'aplicava a monarques regnants.